# Miner becut fosc
El miner becut fosc (Upucerthia saturatior) és una espècie d'ocell de la família dels furnàrids (Furnariidae) que habita zones de matolls espinosos, sovint prop de l'aigua, a l'oest de l'Argentina i centre de Xile.